# 理性 (雜誌)
《理性》（英語：Reason）是一個美國自由意志主义月刊，由理性基金會負責發行。現發行量約为50,000份，被《芝加哥論壇報》在2003年和2004年連續評為50最佳雜誌之一。

## 歷史
《理性》由蘭尼·弗里德倫德創立於1968年，最初就基本上可以保證每月發行。1970年代被小羅伯特·普爾等人買下，也因此得以更加穩定地出版。
2004年6月，《理性》的訂閱者都收到一份寫有他們自己名字的特殊的一刊，封面上還有他們家或者工作地點的衛星照相，以顯示公用數據庫的強大功能。這一舉動被《紐約時報》的大衛·凱爾（David Carr）稱作“用戶化出版的終極”和“不斷增加的數據庫的用法的經典展示”。 
2008年，《理性》的網站reason.com獲得威比獎雜誌類獎。

## Hit and Run
Hit and Run（意為“肇事逃逸”）創立於2002年，是《理性》雜誌的博客。由雜誌員工維護并發佈文章。創始之初尼克·吉萊斯皮和後來的網站編輯蒂姆·卡瓦諾都是Suck.com的老手，并從這個網站得到了一些Hit and Run發展的靈感，他們還邀來了該網站的其他幾個寫手，因此該網站的諷刺性手法由此形成。
2005年，該網站被《花花公子》評為最佳政治博客之一。

## Reason TV
Reason TV是隸屬於《理性》的一個網站，發布小型紀錄片和錄像評論。其上發佈過一系列著名諧星德魯·凱利主持的錄像節目。

## 外部連結
- 官方网站
- Hit and Run blog （页面存档备份，存于）